# Badia Tedalda
Badia Tedalda ("la Badia" en el dialecte local) és un municipi situat al territori de la província d'Arezzo, a la regió de la Toscana (Itàlia).
Limita amb els municipis de Borgo Pace, Casteldelci, Pennabilli, Pieve Santo Stefano, Sansepolcro, Sant'Agata Feltria, Sestino i Verghereto.
Les frazione de Caprile, Castellacciola, Cicognaia, Fresciano-Montebotolino, Montelabreve, Pratieghi, Rofelle, Sant'Andrea, Santa Sofia, Stiavola i Viamaggio pertanyen al municipi de Badia Tedalda.

## Galeria fotogràfica

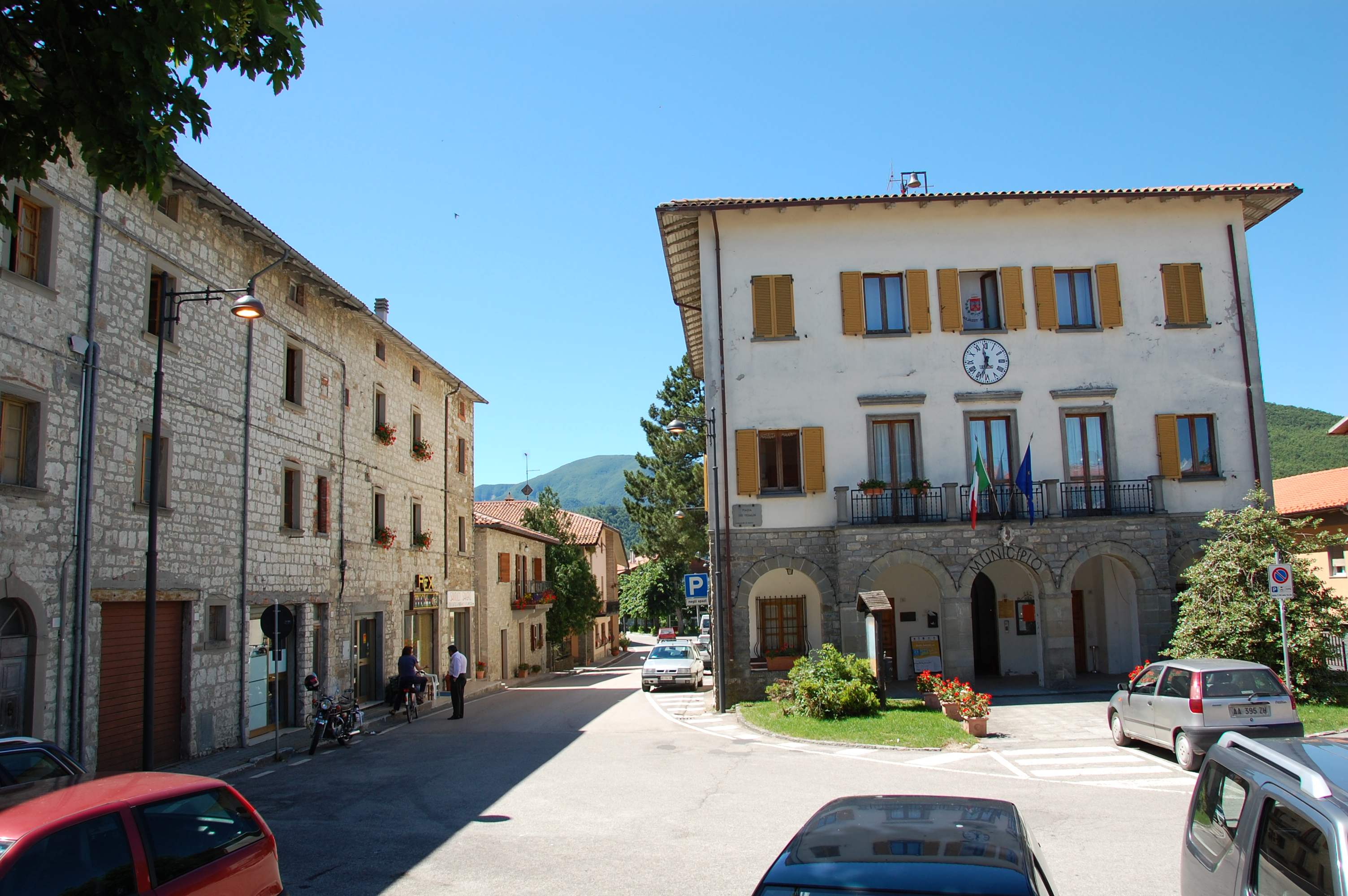
Ajuntament